# Релігійна свідомість
Релігі́йна свідо́мість — це сукупність образів, уявлень, почуттів та переживань, що мають своїм предметом священне, вище та істинне буття (або ж чудесне) та такі, що спрямовані до означених предметів.
Релігійна свідомість — це набута з певних причин віра у надприродне викликає інтелектуально-вольовий або емоційний потяг до конкретної моделі сакрального. Людина засвоює пропонований їй образ сакрального, на базі якого формуються розумові конструкції: поняття, судження, умовиводи, якими людина пояснює власну долю, причини появи себе на світ, мету життя тощо. До цього додаються релігійні переживання і релігійні по-чуття, викликані як власними умоглядними побудовами, так і специфічними релігійними символами.
У кожної релігійної людини під час трансляції інформації формується образ певного надприродного, що має певне ім'я, канонічні (стандартні) складові компоненти (наприклад, триєдиний Бог християн); засвоюються релігійні знання з космогонії, антропо- та етногенезу тощо. Цими рисами релігійна людина радикально відрізняється від нерелігійної, або від тих осіб, які вірять у щось непевне.
Релігієзнавці виокремлюють два рівні релігійної свідомості:
- — повсякденна оперує переважно уявленнями та емоційними утвореннями: образами, установками, настроями, почуттями, переживаннями, звичками, традиціями. На раціональному рівні людина володіє фрагментарною інформацією про нюанси історії своєї релігії, її знакових систем тощо;
- — концептуальна релігійна свідомість існує у формі систематизованого віровчення. Людина прагне до найповнішого отримання релігійної інформації: вивчає священні тексти, засвоює перелік догматів, визнання яких розцінюється як обов'язкова умова «правовірності».